# هوبي (منصة)
هوبي (بالإنجليزية: Huobi Global) هي بورصة أو منصة لتداول العملات المعماة يقع مقرها في سيشيل، تأسست أول مرة في الصين، ولديها الآن مكاتب في هونغ كونغ وكوريا الجنوبية واليابان والولايات المتحدة. قامت الحكومة الصينية بحظر بورصات التداول للبيتكوين في 2017، حيث أوقفت المنصة عمليات سحب البيتكوين. في مارس 2018 وصل مجموع التداول اليومي في منصة هوبي إلى 1$ مليار دولار أمريكي. تأسست الشركة في عام 2013 على يد ليون لي. وهو أحد خريجي جامعة تسينغ - هوا، مهندس كمبيوتر كان يعمل في شركة أوراكل قبل تأسيس منصة هوبي.